# Mučnina (roman)
Mučnina je roman francuskog filozofa Žan-Pol Sartra, koji je nakon objavljivanja 1938. postao je jedan od glavnih dela egzistencijalizma. Opisuje nekoliko nedelja u ispraznom i besmislenom životu Antoana Rokantana (Antoine Roquentin) kojeg progoni osećaj mučnine, straha od postojanja.
Delo je napisano u obliku dnevnika glavnog lika, čime direktno dobijamo uvid u njegova razmišljanja i stanja svesti. Mučnina gotovo i nema prave radnje, a obiluje filozofskim i esejističkim delovima. Bavi se pitanjima smisla života, vremena, slobodne volje, kontingencije, umetničkog stvaralaštva te odnosa esencije i egzistencije.